# Luigi Merola
Luigi Merola est un prêtre italien, né à Villaricca le 14 décembre 1972, connu pour avoir lutté contre la camorra.

## Biographie
Curé de la paroisse de San Giorgio dans le quartier populaire de Forcella, dans le centre historique de Naples, pendant sept ans, Luigi Merola y a célébré sa première messe en octobre 2000 et sa dernière le 24 juin 2007. Pendant cette période, il a lutté contre la dégradation générale de ce quartier où la camorra est fortement implantée, décrivant son combat dans un livre, Forcella tra inclusione ed esclusione sociale. 
Forcella a été toujours considéré le centre de la Camorra et l'ignorance n'aide pas la population à se rebeller face aux injustices. À son arrivée, Don Merola a d'abord commencé par s'occuper des enfants : leurs parents sont souvent en prison et eux sont destinés à grandir dans la rue. Le prêtre a compris que l'Église devait représenter un phare pour ces personnes et a donc mis en place de nombreuses initiatives pour extraire les enfants de la rue et leur offrir un avenir. 
Son sacerdoce à Forcella a été marqué par la mort fin mars 2004 d'Annalisa Durante, 14 ans, une innocente tuée lors d'un échange de tirs entre membres de clans rivaux,. Dans son journal intime elle écrivait quelque temps avant sa mort : « …vorrei fuggire, a Napoli ho paura… » (« …je voudrais fuir, à Naples j'ai peur… »). 
Ignorant délibérément les incitations à adopter un profil bas, Don Merola, dans l'homélie prononcée lors des obsèques, a attaqué durement le crime organisé. Il fait désormais l'objet de menaces et a été placé sous escorte constante, ce qui ne l'empêche pas de continuer à sensibiliser ses ouailles contre les organisations mafieuses. Il va dans les écoles et les lycées pour parler aux jeunes de son expérience. 
Don Merola a créé une école portant le nom d'Annalisa Durante pour les enfants. Il est également le fondateur d'une association appelée « A voce de creaturi . »